# Hilde Geens
Hilde Geens (Leuven, 26 april 1977) is een Belgische freelance presentatrice.
Ze presenteerde onder meer programma's voor VT4 (Toeters en Bellen), VijfTV (Knuffeldieren en Cinco), Kanaal3 (Weekendkriebels), JIMtv (Axion Student Trophy) en is het vaste gezicht van ROBWeekend en het praatprogramma Studio ROB (ROB.tv).
Tussen februari en december 2008 was haar stem ook te beluisteren via Radio Contact Vlaanderen. Ook op evenementen verzorgt ze regelmatig de presentaties.